# Parèntesi
Els parèntesis (en singular, parèntesi) són signes de puntuació. S'utilitzen de dos en dos per separar o intercalar un text dintre d'un altre.
Per distingir-los, se'ls sol anomenar:
- parèntesi que obre o parèntesi esquerre, al símbol (
- i parèntesi que tanca o parèntesi dret, al símbol)

En matemàtica, els parèntesis s'utilitzen per indicar precedència o definir un argument.

## Ús en el llenguatge
En el llenguatge, habitualment tenen els següents usos:
1. En les clàusules o frases intercalades amb un sentit explicatiu independent. Per exemple: La ciutat de Gandesa (capital de la Terra Alta) ha estat triada com a capital de la cultura catalana.
2. Per indicar una data. Per exemple: Pau Claris era el President de la Generalitat quan esclatà la Guerra dels Segadors (1640).
3. Per contenir els aclariments corresponents a abreujaments i sigles. Per exemple: L'OMS (Organització Mundial de la Salut) és un organisme internacional.
4. Per tancar traduccions. Per exemple: Alea iacta est (la sort està tirada).

Al llenguatge SMS i els escrits a Internet s'usen com a part de les emoticones per indicar l'expressió dels llavis, de manera que un parèntesi que tanca és un somriure i un parèntesi que obre és un símbol de tristor.

## Ús en matemàtica
En matemàtica els parèntesis serveixen per definir com s'ha d'avaluar una fórmula. Per exemple:
2·(3 + 4) ≠ (2·3) + 4
Serveixen també per definir l'argument d'una funció. Per exemple:
f(x) és l'especialització de f en x
Per denotar tuples s'usen tant els parèntesis comuns com els parèntesis angulars.
(1, 2) és la coordenada x = 1, y = 2
G = <V, E> vol dir que G és una estructura matemàtica composta d'altres dues, V i E.
En informàtica, els llenguatges funcionals es caracteritzen per requerir molts parèntesis. Un dels quals és el LISP.